# لويس مانويل غونسالفيس سيلفا
لويس مانويل غونسالفيس سيلفا (25 يوليو 1995 في البرتغال - ) هو لاعب كرة قدم برتغالي في مركز الهجوم. لعب مع S.C. Braga B ‏.

## وصلات خارجية
- لويس مانويل غونسالفيس سيلفا على موقع قاعدة بيانات كرة القدم.إي يو (الإنجليزية)
- لويس مانويل غونسالفيس سيلفا على موقع Soccerway.com (الإنجليزية)